# Pristanišče Valencija
Pristanišče v Valenciji je drugo največje morsko pristanišče v Španiji in eno izmed največjih v Sredozemskem morju z letnim pretovorom 55 milijonov ton ter več kot 3.000.000 TEU (kontejnerskih enot). Za primerjavo, Luka Koper dosega 550.000 TEU letno. Luka ima zaposlenih več kot 15.000 ljudi, ki skrbijo za več kot 7.500 ladij na leto.

## Zgodovina
Zgodovina pristanišča sega v leto 1483, ko je kralj Ferdinand II. Aragonski izdal dovoljenje za izgradnjo prvega lesenega pomola na tamkajšnji plaži imenovani Pont de Fusta. Do 19. stoletja se je pristanišče ukvarjalo z večnimi problemi poplavljanja ter erozijo peska, vendar je vseeno promet stalno naraščal, tako da je postalo pristanišče pomembna točka za španske province po svetu. Leta 1985 sta pod upravo pristanišča pristali še dve pristanišči: Sagunto in Gandia. 

## Opis
Vse tri luke, Valencia, Sagunto in Gandia, spadajo pod upravljanje družbe Port of Valencia in se raztezajo v dolžini 80 km ob zahodni obali Španije. Pristanišče je umeščeno v prostor, kjer se pridela 51% španskega BDP-ja. Pristan je dolg 12 km s površino 600 ha. Ima 40 sidrišč in 72 privezov.
Pristanišče v Valenciji je največje vinsko pristanišče na svetu. Med najbolj znanimi tamkajšnjimi vini so Toro, Rioja in Priorat.

## Terminali

### Kontejnerska terminala
Ima 2 kontejnerska terminala, ki skupaj dosegata največji pretovor kontejnerjev v Španiji. Dolžina obale meri več kot 1800 m, s 16 m globine in 13 dvigali Postpanamax. Do leta 2015 pričakujejo da bodo raztovorili že 4.000.000 TEU letno.

### Avtomobilski terminal
Dolžina obale meri 577 metrov. Letno privežejo več kot 350 ladij za prevoz avtomobilov.

### Potniški terminal
Leta 2007 so privezali več kot 150 ladij. Skupno število potnikov je preseglo 470.000. Večina ladij prihaja iz Balearskih otokov ter Italije.

## Satelitski luki

### Luka Sagunto
Večinoma tovorno pristanišče, z 10% deležem pretovora celotnega pristanišča. V plinskih terminalih pretovarjajo naravni plin. Ostali pretovor predstavljajo še železo in jeklene konstrukcije, gnojila ter hlodi. 

### Luka Gandía
Dosega le 1.5% skupnega pretovora pristanišča. Specializirano je za uvoz in izvoz hlodov, papirja, kolutov žic in pohištva.

## Dirkališče Formule ena
Spektakularna steza v Valenciji poteka po ulicah pristanišča. Nekoč neugledne ulice industrijske cone so spremenili v eno najsodobnejših dirkališč na svetu. Načrtovalcem proge je uspelo dodobra izkoristiti pristaniško okolje, saj večina kroga poteka ob vodi. Bolidi formule ena peljejo tudi čez premični most, ki povezuje severni in južni del pristanišča. Zahtevnih ovinkov v Valenciji ne manjka, boksi pa so v nekdanjih pristaniških skladiščih. Dirkališče je gostilo Veliko nagrado Evrope 2008.

## Statistika
V 2007 je pristanišče pretovorilo 53,592,859 ton blaga in 3,042,665 kontejnerskih enot, kar je to pristanišče postavilo na drugo največje pristanišče po tovoru v Španiji.
| Leto               | 2006       | 2007       |
| ------------------ | ---------- | ---------- |
| Ribolov*           | 254,603    | 339,324    |
| Tekoči tovor*      | 4,355,965  | 5,543,232  |
| Razsuti tovor*     | 7,148,231  | 7,322,671  |
| Število potnikov   | 345,063    | 474,814    |
| Kontejnerskih enot | 2,612,049  | 3,042,665  |
| Kontejnerjev*      | 28,157,269 | 32,526,654 |
| Ostalo*            | 7,624,309  | 7,860,978  |
| Število ladij      | 7,046      | 7,287      |
| Skupaj*'           | 47,540,374 | 53,592,859 |

* v tonah